# Ральф Мактелл
Ральф Мактелл (Ralph McTell, спр. ім'я — Ральф Мей, Ralph May, Кент, Англія, 3 грудня 1944) — британський фольк- виконавець, співак, гітарист, поет, автор пісень. Всесвітню популярність Мактеллу принесла пісня «Streets of London», що вважається сучасною фольк-класикою (понад двісті виконавців записали її версії, в тому числі Брюс Спрінгстін, Арета Франклін, Anti-Nowhere League, Blackmore's Night). Різнобічний гітарист і автор, Мактелл справив значний вплив на розвиток фольк-сцени не тільки у Великій Британії, але також у США і континентальній Європі.

## Біографія
Ральф Мей народився в сім'ї військовослужбовця Френка Мея. Мати звали Вінніфред Мосс, вона вийшла за нього заміж у 1943 році, під час військових дій, коли той перебував у відпустці в Англії. Сина назвали на честь композитора Ральфа Вогана Вільямса, у якого Френк колись працював садівником. Через рік після народження другого сина, Брюса, Френк покинув сім'ю. Це сталося в 1947 році. Вінніфред довелося одній, без сторонньої допомоги, виховувати двох хлопчиків, чиє дитинство, проведене в Кройдоні, було дуже бідним, але, судячи зі спогадів, щасливим. Пізніше про цей час Ральф Мактелл розповів у пісні «Barges».
Музичні здібності хлопчика з'явилися в семирічному віці, коли дід навчив його грати на гармоніці. Після закінчення початкової школи та іспитів 11-plus, Мактелл вступив до середньої школи Джона Раскіна, де навчався слабко, хоч і відзначався як здібний учень. Багато в чому вплинула на навчання не надто доброзичлива обстановка: в основному тут навчалися діти з багатих сімей. Зі своїми музичними вподобаннями юний Мактелл також не вписувався в колектив: він полюбив музику скіффл і американський рок-н-рол. Самостійно оволодівши технікою гри на укулеле, він незабаром почав виконувати скіффл-стандарти, на кшталт «Do not You Rock Me, Daddy-O», а на другий рік перебування в школі організував власний ансамбль. Спочатку Ральф Мей як гітарист перебував під впливом кантрі і блюзових інструменталістів початку XX століття, таких, як Блайнд Блейк, Роберт Джонсон і Блайнд Віллі Мактелл; саме на честь останнього, за порадою одного з друзів, він взяв сценічний псевдонім McTell. Великий влив на його творчість мали твори Джека Керуака і Джона Стейнбека.
Деякий час Мактелл грав у Лондоні, потім відправився вздовж південного узбережжя країни і незабаром опинився в континентальній Європі, де, почавши кар'єру вуличного музиканта, зустрів невдовзі дівчину на ім'я Нанна, свою майбутню дружину; незабаром у них народився син. Повернувшись на батьківщину, Мактелл почав працювати вчителем в школі, але продовжив виступати в лондонських фольк-клубах. Першу популярність в британській столиці він отримав, виступаючи на сцені клубу Les Cousins в Сохо. У 1968 році він підписав контракт з Transatlantic Records і випустив тут дебютний альбом Eight Frames a Second. У липні 1969 року він з успіхом виступив на Кембриджському фольк-фестивалі, а в грудні того ж року дав свій перший концерт (в лондонському Hornsey Town Hall) в якості хедлайнера. У травні 1970 року з аншлагом пройшов концерт Мактелла в Ройал Фестивал Холі, після чого співака запросили на фестиваль Isle of Wight, де він виступив на одній сцені з Джимі Гендріксом і Бобом Діланом.

## Дискографія

### Альбоми (вибране)
- Eight Frames a Second Transatlantic 1968
- Spiral Staircase Transatlantic 1969
- My Side of Your Window Transatlantic 1969
- Revisited Transatlantic 1970 (збірка реміксів)
- You Well-Meaning Brought Me Here Famous 1971
- Not Till Інтернет Tomorrow Reprise 1972
- Easy Reprise 1974
- Streets. . . Warner Bros. 1975
- Right Side Up Warner Bros. 1976
- Ralph, Albert &amp; Sydney Warner Bros. 1977 (концертний альбом)
- Slide Away the Screen Warner Bros. 1979
- Water Of Dreams Mays 1982
- Songs From Alphabet Zoo Mays 1983
- Best of Alphabet Zoo Mays 1983
- At the End of a Perfect Day Telstar 1985
- The Best of — Tickle on the Tum Mays 1986
- Bridge of Sighs Mays 1986
- Blue Skies Black Heroes Leola 1988 (LP) (CD)
- A Collection of His Love Songs Castle 1989 (Double LP) (CD) (Compilation)
- Stealin 'Back Castle-1990 (CD)
- The Boy with a Note Leola 1992 (CD)
- Sand in Your Shoes Transatlantic 1995 (CD)
- Red Sky Leola 2000 (CD)
- National Treasure Leola 2002 (CD)
- Gates of Eden Leola 2006 (CD)
- Somewhere Down the Road Leola 2010 року (CD)